# Karasu-gawa
La rivière Karasu (烏川, Karasu-gawa) est un cours d'eau du Japon, située entièrement dans les préfectures de Gunma, Nagano et Saitama. Longue de 61,8 km, elle s'écoule généralement dans une direction sud-est et se jette dans le fleuve Tone.